# Région de Davao
La région de Davao est une région des Philippines située dans la partie sud-est de l'île de Mindanao. Elle est également appelée « région XI ». La région englobe le golfe de Davao et les îles Sangarani à l'extrême sud de l'île.
La région a une superficie de 20 244 km2 pour une population de 4 893 318 en 2015, ce qui en fait la région la plus peuplée de Mindanao. Davao City en est le centre régional situé dans Davao du Sud.
Elle est subdivisée en 5 provinces :
- Vallée de Compostela, capitale Nabunturan
- Davao du Nord, capitale Tagum
- Davao du Sud, capitale Digos
- Davao oriental, capitale Mati
- Davao Occidental (création du 23 juillet 2013), capitale Malita